# عن الجسم والروح (فلم)
عن الجسم والروح (بالإنجليزية: On Body and Soul) (بالمجرية: Testről és lélekről) فيلم درامي مجري لعام 2017 من تأليف وإخراج إلديكو إينيدي. تدور القصة حول المدير المالي لمسلخ ومفتشة جودة اللحوم المعينة حديثًا الذين يكتشفان أنه يمكنهما التواصل مع بعضهم البعض من خلال أحلامهم، مما يؤدي إلى قصة حب غير محتملة. فاز الفيلم بجائزة الدب الذهبي في قسم المسابقة الرئيسية لمهرجان برلين السينمائي الدولي السابع والستين. كما فاز في برلين بجائزة الاتحاد الدولي للنقاد السينمائيين وجائزة لجنة التحكيم الدولية. تم إختياره لتمثيل المجر كأفضل فيلم بلغة أجنبية وترشح لجائزة الأوسكار في حفل توزيع جوائز الأوسكار التسعين. فازت الكسندرا بوربيلي بجائزة أفضل ممثلة أوروبية في حفل توزيع جوائز السينما الأوروبية  عن أدائها في الفيلم.

## طاقم التمثيل
جيزا موركساني: في دور إندري
الكسندرا باربر: في دور ماري
ريكا تينكي: في دور كلارا
زولتان شنايدر: في دور جيني
إرفين ناجي: في دور ساني
إيتالا بيكس: في دور سيزوكا

## أحداث الفيلم
يعمل إندري في وظيفة المدير المالي في مسلخ، وماريا هي مفتشة الجودة المعينة حديثًا، يعيشان حلمًا متكررًا بأن يكونا زوجًا من الغزلان في الغابة، على الرغم من أنهما لا يدركان أنه حلم مشترك. ماريا لا تحظى بشعبية منذ بداية العمل بسبب سلوكها التوحدي وتصنيفها وأحكامها التي لا هوادة فيها لجودة اللحوم في المسلخ. على الرغم من أن إندري يحاول أن يصادقها، إلا أنها سرعان ما تصبح غير مرتاحة للتفاعل معه وتعلق بوقاحة على ذراعه اليسرى ضعيفة الحركة، ومع ذلك، تراجع محادثتها مع إندري لنفسها في الليل، محللة أين إرتكبت أخطاءها. في هذه الأثناء، يستأجر المسلخ جزارًا جديدًا وهو ساني، الذي يكره إندري سريعًا بسبب سلوكه المغرور ونظرته غير المتعاطفة تجاه الحيوانات المذبوحة.
يوضع المسلخ قيد التحقيق عند سرقة مسحوق التزاوج من المخزون؛ ويشك كل من إندري وصديقه جينو في أن ساني هو الجاني. يتم تعيين طبيب نفساني لإجراء اختبارات شخصية على العمال لاكتشاف الجاني. يُطرح على العمال أسئلة حول تاريخ حياتهم الجنسية وتطورهم البدني، بالإضافة إلى ما حلموا به في الليلة السابقة. عندما أبلغ كل من إندري وماريا عن نفس الحلم، يفترض الطبيب النفسي أنهما يقومان بمزحة. على الرغم من أن كل من إندري وماريا متشككين، إلا أنهما يدركان أنهما يعيشان بالفعل نفس الحلم ويتقاربان. على الرغم من أن سلوك ماريا يدفع إندري بعيدًا، إلا أنهما في النهاية يشكلان رابطة قوية. يعلم إندري أيضًا أن جيني سرق مسحوق التزاوج، لكنه يقرر عدم إبلاغ الشرطة لعدم وجود ضحايا، ويعتذر لساني للاشتباه به. يقرر إندري وماريا النوم في نفس الغرفة ذات ليلة، لكن كلاهما لا يتمكن من النوم، على الرغم من أنها تحبه، لكنها لا تتمادى معه، وتتركه يشعر بالإهانة والإرتباك. أثرت هذه الحادثة على ماريا، وبدأت في الإنفتاح على تجارب وأحاسيس جديدة، مثل الإستماع إلى الموسيقى الرومانسية، ومشاهدة الأفلام الإباحية، ومراقبة الأزواج في الحديقة، ومع ذلك، يصبح إندري متشائمًا بشأن علاقتهما الناشئة، ويعاشر امرأة أخرى، رغم أن اللقاء يخيب أمله. تستعد ماريا المنهكة للإنتحار في بيتها، وتقطع معصمها بهدوء في حوض الإستحمام، ولكنها لا تكمل محاولة الإنتحار لإنها تتلقى اتصال من إندري، وبعد محادثة قصيرة ومربكة، تكشتف ماريا بوضوح أنه يحبها. تضمد ماريا جرحها وتذهب إلى بيت إندري ثم إلى فراشه، ويستيقظون ليدركوا أن أيا منهم لم يحلم في الليلة السابقة.

## استقبال الفيلم
منح موقع الطماطم الفاسدة فيلم عن الجسم والروح تقييم 89%، وكان الإجماع النقدي يقول:  "يجتمع الأداء الرقيق والشعور القوي لتكوين صورة غريبة الأطوار وحالمة عن الحب والوحدة في الفيلم"، ومنح موقع ميتاكريتك تقييم بلغ 77%.

## وصلات خارجية
مقالات تستعمل روابط فنية بلا صلة مع ويكي بيانات